# Tarnawska Góra (Beskid Mały)
Tarnawska Góra (502 m) – szczyt w Beskidzie Małym. Znajduje się w zakończeniu grzbietu Makowej Góry. Od sąsiedniego po północno-zachodniej stronie wzniesienia grzbietu Patrii (Jedlicznik) oddziela ją Przełęcz Śleszowicka (424 m). Południowe stoki Tarnawskiej Góry opadają do doliny Tarnawki, wschodnie do doliny Skawy, północne do doliny potoku Śleszówka. W całości znajduje się w obrębie miejscowości Tarnawa Dolna w województwie małopolskim, w powiecie suskim, w gminie Zembrzyce.

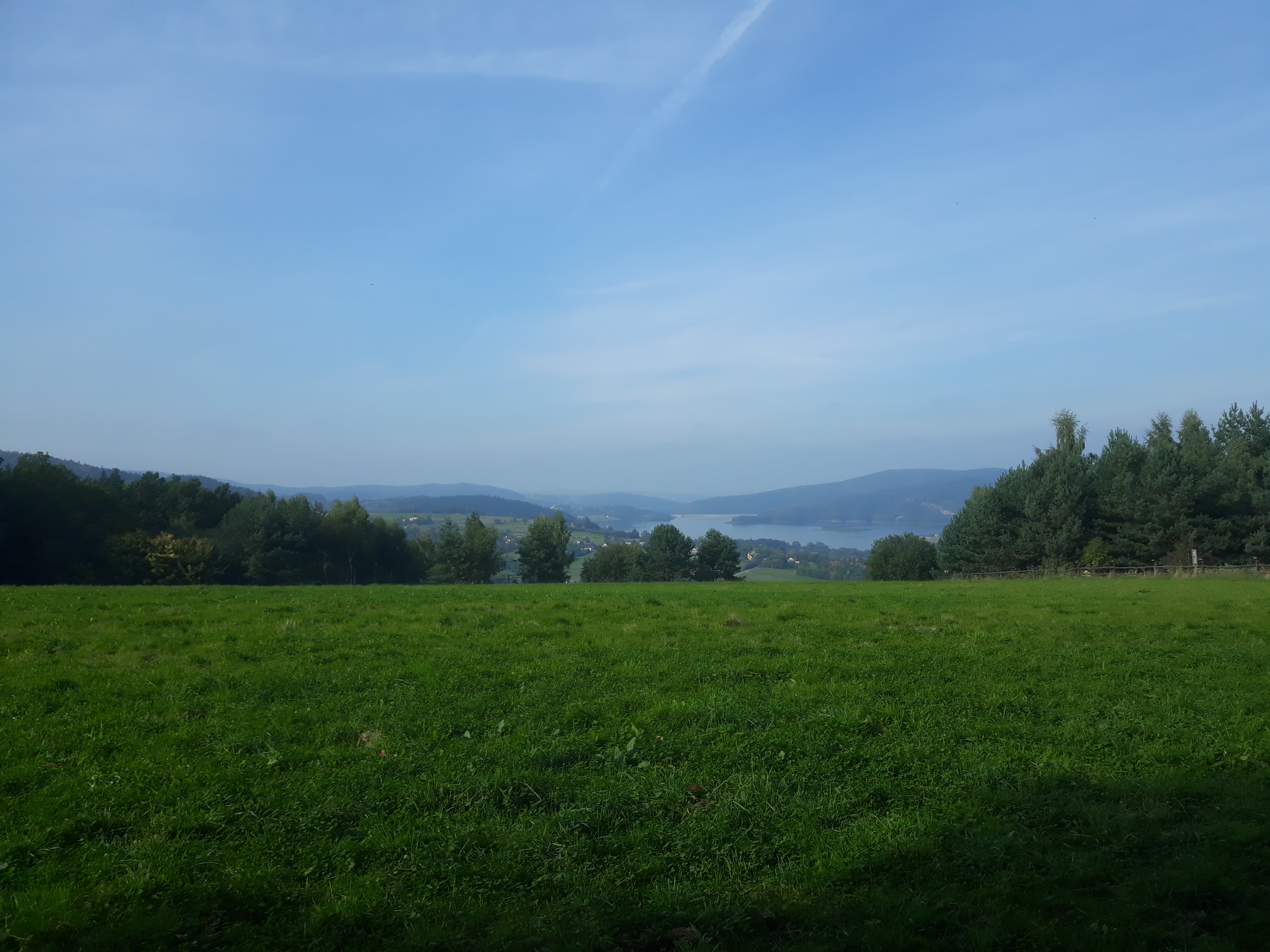
Widok spod szczytu Tarnawskiej Góry na Jezioro Mucharskie i masyw Jaroszowickiej Góry

Tarnawska Góra jest częściowo porośnięta lasem, głównie jej stoki zachodnie i południowe. Stoki północno-wschodnie oferują ciekawe widoki na Jezioro Mucharskie oraz część Beskidu Małego z masywem Jaroszowickiej Góry. Na południowych stokach znajduje się nieczynny Kamieniołom w Tarnawie Dolnej i niewielka jaskinia. Nie prowadzi przez nią żaden znakowany szlak turystyczny. W nieczynnym kamieniołomie znajduje się Jaskinia Dziurawa. Jest to największa w całym Beskidzie Małym jaskinia (korytarze o łącznej długości 160 m, deniwelacja 8,5 m).